# Victoria Manners
Lady Victoria Marjorie Harriet Manners, marchesa di Anglesey (20 dicembre 1883 – 3 novembre 1946), è stata una nobildonna e scrittrice inglese.

## Biografia
Era la figlia primogenita di Henry Manners, VIII duca di Rutland, e di sua moglie, Violet Lindsay, figlia di Charles Hugh Lindsay. 

## Carriera
Nel 1920 è coautrice (con lo storico dell'arte G.C. Williamson) di uno studio sul pittore neoclassico Johann Zoffany intitolato Johan Zoffany, RA: His Life and Works 1735-1810, che è considerato il primo studio approfondito dell'artista, venne pubblicato in un'edizione limitata di 500 copie, stampata privatamente.
Lei e Williamson hanno anche scritto uno studio sulla pittrice Angelika Kauffmann, una delle uniche due artiste donne che sono state membri fondatori della Royal Academy of Arts. 
Tra gli altri suoi libri c'è uno sul ritrattista e pittore di genere William Peters. Ha anche scritto articoli sull'arte per riviste come The Conoisseur.
Fece delle illustrazioni su London Parks and Gardens (1907) di Alicia Amherst, considerato il primo libro informativo sugli spazi aperti di Londra.

## Matrimonio
Sposò, il 3 agosto 1912, Charles Paget, VI marchese di Anglesey (14 aprile 1885-21 febbraio 1947), figlio di Lord Alexander Paget. Il loro matrimonio fu celebrato dall'arcivescovo di Canterbury. Ebbero sei figli:
- Lady Alexandra Maria Cecilia Caroline Paget (15 giugno 1913-22 maggio 1973), sposò Michael Duff, adottarono un figlio;
- Lady Elisabetta Hester Mary Paget (28 ottobre 1916-1980), sposò Raimund von Hofmannsthal, ebbero due figli;
- Lady Mary Patricia Beatrice Rose Paget (19 gennaio 1918-28 marzo 1996);
- Lady Rose Mary Primrose Paget (27 luglio 1919-1 novembre 2005), sposò John Francis McLaren, ebbero due figlie;
- George Paget, VII marchese di Anglesey (8 ottobre 1922-13 luglio 2013);
- Lady Katharine Mary Veronica Paget (8 ottobre 1922), sposò in prime nozze Jocelyn Eustace Gurney, ebbero una figlia, e in seconde nozze harles Farrell, ebbero quattro figli.

Fino alla prima guerra mondiale, Victoria e la sua famiglia vissero principalmente a Beaudesert, la casa della famiglia Paget nel South Staffordshire. Dopo la guerra, si trasferirono a Plas Newydd, una grande casa di campagna nel Galles.

## Ascendenza
|                                     |                                                   |                                          | Genitori                                                  |  |  | Nonni |  |  | Bisnonni                        |  |  | Trisnonni                           |  |
|                                     |                                                   |                                          |                                                           |  |  |       |  |  | John Manners, V duca di Rutland |  |  | Charles Manners, IV duca di Rutland |  |
|                                     |                                                   |                                          |                                                           |  |  |       |  |  | John Manners, V duca di Rutland |  |  | Charles Manners, IV duca di Rutland |  |
|                                     |                                                   | Mary Isabella Somerset                   |                                                           |  |  |       |  |  | John Manners, V duca di Rutland |  |  |                                     |  |
| John Manners, VII duca di Rutland   |                                                   |                                          |                                                           |  |  |       |  |  | John Manners, V duca di Rutland |  |  |                                     |  |
|                                     |                                                   | Elizabeth Howard                         | Frederick Howard, V conte di Carlisle                     |  |  |       |  |  |                                 |  |  |                                     |  |
|                                     |                                                   | Elizabeth Howard                         | Frederick Howard, V conte di Carlisle                     |  |  |       |  |  |                                 |  |  |                                     |  |
|                                     |                                                   | Elizabeth Howard                         | Margaret Leveson-Gower                                    |  |  |       |  |  |                                 |  |  |                                     |  |
| Henry Manners, VIII duca di Rutland |                                                   | Elizabeth Howard                         |                                                           |  |  |       |  |  |                                 |  |  |                                     |  |
|                                     |                                                   | George Marlay                            | George Marlay                                             |  |  |       |  |  |                                 |  |  |                                     |  |
|                                     |                                                   | George Marlay                            | George Marlay                                             |  |  |       |  |  |                                 |  |  |                                     |  |
|                                     |                                                   | George Marlay                            | Catherine Rochfort Butler                                 |  |  |       |  |  |                                 |  |  |                                     |  |
| Catherine Louisa Georgina Marley    |                                                   | George Marlay                            |                                                           |  |  |       |  |  |                                 |  |  |                                     |  |
|                                     |                                                   | Catherine Louisa Augusta Tisdall         | James Tisdall                                             |  |  |       |  |  |                                 |  |  |                                     |  |
|                                     |                                                   | Catherine Louisa Augusta Tisdall         | James Tisdall                                             |  |  |       |  |  |                                 |  |  |                                     |  |
|                                     |                                                   | Catherine Louisa Augusta Tisdall         | Katherine Marie Dawson                                    |  |  |       |  |  |                                 |  |  |                                     |  |
| Victoria Manners                    |                                                   | Catherine Louisa Augusta Tisdall         |                                                           |  |  |       |  |  |                                 |  |  |                                     |  |
|                                     | James Lindsay, XXIV conte di Crawford e Balcarres | Alexander Lindsay, VI conte di Balcarres |                                                           |  |  |       |  |  |                                 |  |  |                                     |  |
|                                     | James Lindsay, XXIV conte di Crawford e Balcarres | Alexander Lindsay, VI conte di Balcarres |                                                           |  |  |       |  |  |                                 |  |  |                                     |  |
|                                     | James Lindsay, XXIV conte di Crawford e Balcarres | Elizabeth Dalrymple                      |                                                           |  |  |       |  |  |                                 |  |  |                                     |  |
| Charles Lindsay                     | James Lindsay, XXIV conte di Crawford e Balcarres |                                          |                                                           |  |  |       |  |  |                                 |  |  |                                     |  |
|                                     |                                                   | Maria Pennington                         | John Pennington, I barone Muncaster                       |  |  |       |  |  |                                 |  |  |                                     |  |
|                                     |                                                   | Maria Pennington                         | John Pennington, I barone Muncaster                       |  |  |       |  |  |                                 |  |  |                                     |  |
|                                     |                                                   | Maria Pennington                         | Penelope Compton                                          |  |  |       |  |  |                                 |  |  |                                     |  |
| Violet Lindsay                      |                                                   | Maria Pennington                         |                                                           |  |  |       |  |  |                                 |  |  |                                     |  |
|                                     |                                                   | Montague Browne                          | James Browne, II barone Kilmaine                          |  |  |       |  |  |                                 |  |  |                                     |  |
|                                     |                                                   | Montague Browne                          | James Browne, II barone Kilmaine                          |  |  |       |  |  |                                 |  |  |                                     |  |
|                                     |                                                   | Montague Browne                          | Anne Cavendish                                            |  |  |       |  |  |                                 |  |  |                                     |  |
| Emilia Anne Browne                  |                                                   | Montague Browne                          |                                                           |  |  |       |  |  |                                 |  |  |                                     |  |
|                                     |                                                   | Catherine Penelope de Montmorency        | Lodge de Montmorency, I visconte Frankfort de Montmorency |  |  |       |  |  |                                 |  |  |                                     |  |
|                                     |                                                   | Catherine Penelope de Montmorency        | Lodge de Montmorency, I visconte Frankfort de Montmorency |  |  |       |  |  |                                 |  |  |                                     |  |
|                                     |                                                   | Catherine Penelope de Montmorency        | Catharine White                                           |  |  |       |  |  |                                 |  |  |                                     |  |
|                                     |                                                   | Catherine Penelope de Montmorency        |                                                           |  |  |       |  |  |                                 |  |  |                                     |  |